# Sismo de Elaze de 2010

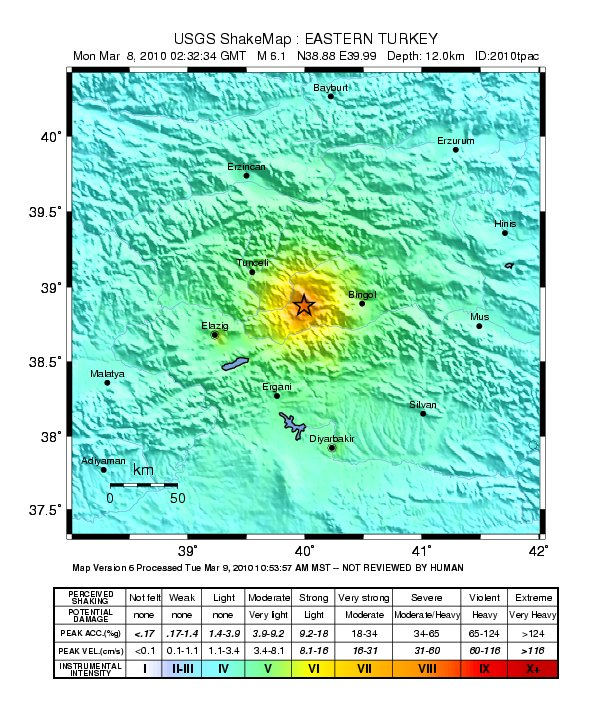
Mapa do sismo segundo do Serviço Geológico dos Estados Unidos

O sismo de Elaze de 2010 foi um sismo ocorrido na madrugada de segunda-feira, 8 de março de 2010 na Turquia, com epicentro na província de Elaze (Anatólia Oriental), no centro-leste do país, 45 quilómetros a oeste da cidade Bingol, 105 quilómetros a sul-sudeste de Elaze e 625 quilómetros a leste da capital, Ancara. De acordo com o Observatório Sismológico de Kandilli, em Istambul, a rutura ocorreu às 4h32m locais, a uma profundidade de 10 quilómetros em Basyurt-Karakocan, atingindo 5,9 graus na escala de Richter ({\displaystyle M_{\mathrm {w} }}). Mais de 20 tremores secundários foram registrados na região, o mais intenso, de magnitude 5,5 na escala de Richter.
De acordo com notícias de vários canais mundiais, pelo menos 57 pessoas morreram. Outras 100 ou mais, foram hospitalizadas, muitas delas, depois de saltarem e caírem de prédios durante o sismo. A correria pelas ruas, originou a outras lesões. Porém, o número de mortos continua a aumentar.
Muitos táxis e veículos foram utilizados para transportarem feridos para os hospitais. A maioria das pessoas estavam dormindo, no momento do abalo sísmico. Quatro irmãs que se encontravam dormindo em uma casa, acabaram por falecer. Animais de criação, em fazendas, também foram mortos, e um minarete caiu.
Segundo funcionários públicos, a maioria das mortes ocorreu em três aldeias: Okcular, Yukari Kanatli e Kayali. Pelo menos, cinco aldeias, porém, sofreram perdas de vidas. Os moradores fugiram de edifícios, passando a noite fora e acendendo fogueiras nas ruas para o calor.
O abalo aconteceu uma semana após a Câmara dos Engenheiros Civis da Turquia ter enviado ao Parlamento um relatório detalhado sobre os projetos de construção de prédios inadequados e da possibilidade da cidade de Istambul ser destruída por um terremoto, o qual poderia matar dezenas de milhares de pessoas, em algum momento, nas próximas três décadas.

## Geologia

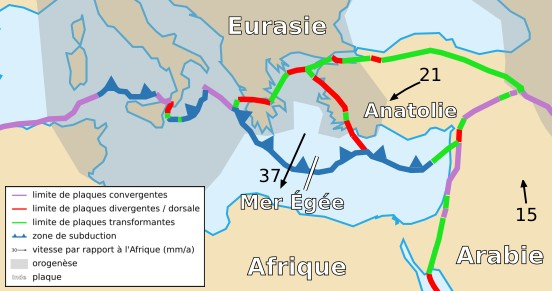
Placa Anatólia

O terremoto ocorrido na Falha Oriental da Anatólia, uma grande falha transformante, que representa o limite entre a Placa da Anatólia e da Placa Arábica.

## Kovancılar
Os serviços de emergência foram para Kovancılar.

## Okçular
Trinta casas desmoronaram, e o número de mortos é de pelo menos 17. Testemunhos do acontecimento relataram que a "aldeia ficou totalmente achatada" e que "tudo foi derrubado - não há uma pedra no lugar". A aldeia ficou interditada ao tráfego para permitir que os serviços de emergência pudessem encontrar o seu caminho. Famílias de moradores, se reuniram no local para descobrir o que havia acontecido com os seus parentes.

## Yukarı Demirci
Pelo menos 13 pessoas morreram nesta aldeia.

## Respostas
Turquia: Quatro ministros do governo, incluindo o Vice-Primeiro-Ministro Cemil Çiçek, visitaram o local logo que a notícia do terremoto foi relatado. O Crescente Vermelho e o Centro de Gestão de Desastres da Turquia, distribuíram para a população, cobertores e tendas. O Primeiro-Ministro Recep Tayyip Erdoğan, chegou mais tarde.
 Paquistão: O primeiro-ministro Yousuf Raza Gillani, enviou uma mensagem de condolências ao seu homólogo turco Recep Tayyip Erdoğan, sobre a perda de vidas e bens por causa terremoto e disse que "Nós aprendemos com sentido total de choque e profunda tristeza, a notícia do forte terremoto que atingiu hoje o seu belo país. Nossos corações estão com os nossos irmãos turcos, a perda de preciosas vidas e destruição de propriedades. Gostaria de manifestar, em nome do povo e do Governo do Paquistão e em meu próprio nome, as nossas mais profundas condolências e compaixão com o povo e ao Governo da Turquia, tendo esta calamidade natural enorme".
 Irlanda: O Departamento de Relações Exteriores (Department of Foreign Affairs) afirmou que não houve envolvimento de nenhum cidadão irlandês.
 Israel: O ministro da defesa Ehud Barak propôs ajuda, mas declarou posteriormente que o governo turco informou ao governo israelense que não necessitava de ajuda até ao momento.

## Abalos sísmicos secundários
Vários tremores secundários foram sentidos imediatamente após o terremoto, o maior medindo 5,5 graus na escala de escala de Richter às 05h47min40.[carece de fontes?] Outro tremor, medido em 5,1. No total, mais de 20 tremores secundários foram contados dentro de um curto período de tempo após o terremoto. Os moradores foram aconselhados a ficar longe dos edifícios por vários dias, devido a possibilidade de haver mais tremores.